# Alfred Rioult de Neuville
Pour les articles homonymes, voir Rioult et Neuville.
Alfred Léon Rioult de Neuville, est un homme politique français né le 22 août 1802 à Livarot (Calvados) et mort le 23 novembre 1894 à Livarot.

## Biographie
Alfred Rioult de Neuville est le fils de Louis-Philippe-Auguste Rioult de Neuville et de Marie Cécile Rondel d'Heudreville. 
Gentilhomme de la Chambre du roi, il épouse le 7 avril 1824 Louise Augustine de Villèle, fille du président du Conseil Joseph de Villèle. Le roi Louis XVIII signera le contrat de mariage. Il est le père de l'historien Louis Rioult de Neuville (1832-1916).
Propriétaire du château de Neuville à Livarot, il est maire de la commune et conseiller général pour le canton de Livarot de 1848 à 1852. D'opinions monarchistes, il est élu représentant du Calvados à l'Assemblée législative, le 13 mai 1849. Il siège à droite et opine avec la majorité monarchiste pour l'expédition de Rome, pour la loi Falloux-Parieu sur l'enseignement, pour la loi restrictive du suffrage universel. Il ne se rallie pas à la politique de Louis-Napoléon Bonaparte et rentre dans la vie privée à la suite du coup d'État du 2 décembre 1851 instaurant le Second Empire.
Aux élections du 8 février 1871 pour l'Assemblée nationale, Alfred Rioult de Neuville, est de nouveau candidat conservateur monarchiste dans le Calvados, réunissant, sans être élu, 31 366 voix sur 86 564 votants.

## Sources
- « Alfred Rioult de Neuville », dans Adolphe Robert et Gaston Cougny, Dictionnaire des parlementaires français, Edgar Bourloton, 1889-1891 [détail de l’édition]
- Louis de Rioult de Neuville, Généalogie de la famille de Rioult, Besançon , 1911